# Openmoko
Openmoko je projekt, který si klade za cíl vytvořit GSM smartphone platformu v duchu svobodného software. Je postaven na Linuxu a používá opkg balíčkovací systém, založený na ipkg.

## Software

### Distribuce
Pro plaformu Openmoko existuje mnoho distribucí software.
- SHR – Patří mezi nejoblíbenější [2]. Uživatelským rozhraním je Enlightenment E17 se vzhledem Illume, používá mobilní framework FSO a distribuční základ OpenEmbedded.
- Qt Moko – Pokračuje ve vývoji Qt Extended, uživatelské rozhraní je Qtopia, základ distribuce tvoří Debian.[3].
- Android
- Hackable:1 – Následovník Om 2007.2, využívá platformu Gnome Mobile, základem této distribuce je Debian.

## Hardware – Neo 1973
První zařízení podporující Openmoko byl First International Computer Neo1973.
Název právě Neo1973 byl vybrán prý takto: Neo znamena new (nový) Dr.Martin Cooper (vynálezce mobilního telefonu), který uskutečnil první mobilní hovor v roce 1973. Věříme, že svobodný mobilní telefon udělá revoluci ve světové komunikaci.

### Specifikace
- Rozměry: 120.7 × 62 × 18.5 (mm)
- Displej: 2.8" VGA (480 × 640) TFT Screen (dotykový, single-touch)
- Procesor: Samsung s3c2410 SoC @ 266 MHz (ARM)
- Paměť: 64 MB NAND Flash, 128 MB SDRAM, microSD slot (až 2 GB)
- GSM: quad-band (850 MHz, 900 MHz, 1800 MHz, 1900 MHz)
- Komunikace:
  - Global Locate AGPS chip
  - Ti GPRS (2.5G bez EDGE)
  - Bluetooth 2.0
  - USB 1.1 (pouze device mod)
- Audio: 2,5mm audio jack
- Baterie: 1200 mAh (nabíjení přes USB)
- Ostatní: 2 tlačítka

## Hardware – Neo FreeRunner
V tuto chvíli je v prodeji druhá verze telefonu pojmenovaná Neo FreeRunner.
Oproti předchozí verze se vyznačuje zejména Wi-Fi modulem což si bohužel vyžádalo odebrání jednoho reproduktoru. Dále také přibyla podpora USB host módu bohužel stále pouze verze 1.1.

### Specifikace
FreeRunner sdílí některé parametry s předchozím telefonem Neo1973 jako:
- Dotykový obrazovka s vysokým rozlišením (1.7" × 2.27" – 43 mm × 58 mm) 480 × 640 pixelů
- 128 MB SDRAM paměť která dovoluje mít spuštěných mnoho programů současně.
- Interní GPS modul.
- Bluetooth pro přenos dat na krátké vzdálenosti.
- Rozměry a tvar zůstal stejný jako u telefonu Neo1973.

ale také získal další vlastnosti:
- 802.11 b/g WiFi pro rychlé prohlížení internetu a přenosy dat.
- Rychlejší 400MHz procesor (předtím 266 MHz)
- Hardwarový grafický akcelerátor.
  - Bohužel je na pomalé sdílené sběrnici (7 Mbit/s) společně s SD kartou.
- Dva 3D akcelerometry. Telefon je tak schopen rozeznat v jaké poleze se nachází a podle toho například upravit orientaci obrazovky.
- Dvě LED osvětlující tlačítka na boku (jednu dvoubarevnou [blue|orange] za tlačítkem power a jednu červenou [red] za tlačítkem aux)
- Tri-band GSM a GPRS (900/1800/1900 MHz)
- Funkci USB Host s možností napájení periferie.